# Euchromius superbellus
Euchromius superbellus là một loài bướm đêm trong họ Crambidae.